# Kostel svatého Václava (Křesín)
Kostel svatého Václava v obci Křesín v okrese Litoměřice v Ústeckém kraji je gotická sakrální stavba, která stojí na vyvýšenině na jižním okraji vsi nad levým břehem řeky Ohře. Kostel, obklopený hřbitovem., je zapsaný v Ústředním seznamu kulturních památek České republiky.

## Historie
Kostel pochází ze 40. let ze 14. století. Později doplněn kaplí a sakristií na jižní straně a pseudogotickou předsíní na severu lodi. V 90. letech 20. století proběhla jeho důkladná obnova.

## Architektura

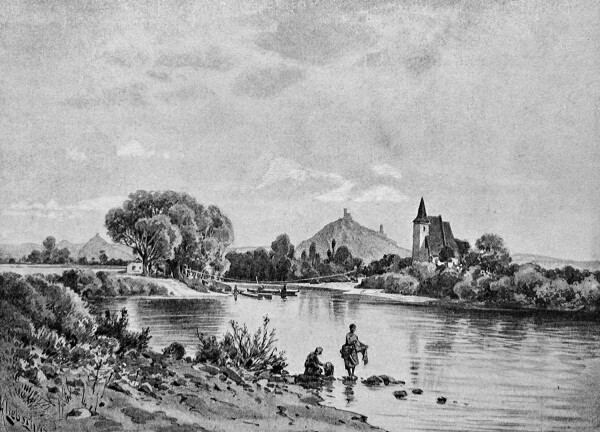
Historická malba „Oharky“ (Ohře) u Křesína s kostelem sv. Václava na pozadí (K. Liebscher 1851-1906)

### Exteriér
Kostel je jednolodní, obdélný s pětiboce uzavřeným presbytářem, s nízkou čtvercovou sakristií po jižní straně. Po jižní straně lodi je kaple, po severní straně je pseudogotická předsíň. V západním průčelí kostela je věž.
V bočních stěnách lodi v západní části je segmentem zakončené okno. Ve východní části je hrotité okno. Kaple je zcela hladká, bez oken a dveří. Presbytář je s opěráky a hrotitými okny v závěrových stranách. Věž kostela je hranolová. V její severní stěně je hrotitý vstup, v horní části při severozápadním nároží se nachází nezřetelný erb. V posledním patře věže jsou na všech stranách pseudogotická okna. V západní stěně jsou úzká obdélná okénka. Jižní strana věže je hladká. Nad lodí je vysoká sedlová střecha, která sahá až po osmibokou stanovou střechu věže. Nižší presbytář má strmou sedlovou střechu.

### Interiér
Presbytář má v klenbě jedno pole křížové žebrové klenby a pět kápí paprsčité žebrové klenby s dvěma okrouhlým svorníky. Na jednom svorníku je tesaná maska s listy, na druhém věnec vinných listů. Na žebru mezi běma klenebními poli je erb s tesaným znakem lví tlapky. Jsou zde kružbové konzoly, pod nimi v koutech při triumfálním oblouku a v koutech závěru se nacházejí válcovité přípory, pod konzolami další klínovité konzoly. V severní stěně je pravoúhlý výklenkový sanktuář s trojúhelným štítem s kružbou. Po stranách se nalézají fiály a hrotité obloučky s kružbou. V jižní závěrové stěně je malý hrotitý výklenek. V jižní stěně je sedile s třemi hrotitými kružbovými oblouky. Triumfální oblouk je hrotitý, s výžlabkem a oblounem. V lodi je strop s fabionem a štukovým rámcem. Kruchta je dřevěná. Po jižní straně lodi je gotický hrotitý profilovaný portál do kaple Božího hrobu, která má valenou klenbu. Podvěží má také valenou klenbu, avšak sakriste má plochý strop.

### Vybavení
Hlavní oltář je rokokový z roku 1776 s obrazem sv. Václava a sochami sv. Norberta a sv. Augustina. Boční oltář je doplněn novodobým obrazem sv. Jana Nepomuckého, druhý boční oltář je vybaven ve výklenku sochou Panny Marie Bolestné z 18. století. Všechny tři oltáře mají kamenné gotické menzy. Renesanční kamenná kazatelna pochází ze 16. století. Křtitelnice je kamenná, pozdně gotická s barokním dřevěným víkem. V kostele je také náhrobník z roku 1652.